# ポルトガル共和国国家警備隊
ポルトガル共和国国家警備隊（ポルトガルきょうわこくこっかけいびたい、Guarda Nacional Republicana、GNR）は、ポルトガルにおける国家憲兵組織。公共治安警察 (Polícia de Segurança Pública, PSP) と並ぶポルトガルの警察組織であり、重要施設の警備や地方部における警察業務、儀仗活動などを行っている。

## 概要
国防省の傘下にある組織であり、平時の指揮は内務省が指揮を執っており、人員の管理も行なっている。国防省は装備や軍事上の訓練ドクトリンの作成などを行なっており、有事においては軍が指揮を執ることとなる。警備業務が主であり、犯罪捜査は主に司法警察 (Polícia Judiciária) が行なう。
前身は1801年の王立警備隊警察 (Guarda Real da Polícia) に遡る。フランスの騎兵隊・ジャンダルムリに範をとったものである。1834年にポルトガル内戦の結果、王立警備隊警察は解散し、都市警備隊に再編された。1910年のポルトガル共和国成立以降は、共和国警備隊 (Guarda Republicana) となり、1911年に共和国国家警備隊 (Guarda Nacional Republicana) に名称変更をした。
2009年には、大規模な機構改革により、税関・税務業務、国境・海上警備を担当していた財務旅団 (Brigada Fiscal) のうち、税関・税務部門が独立し、財務警備隊 (Guarda Fiscal) として財務省傘下となった。また、地域展開部隊も4個旅団（第2旅団：リスボン、第3旅団：エヴォラ、第4旅団：ポルト、第5旅団：コインブラ）から20個地域司令部へとなった。

## 編制
- 本部 (Comando-Geral)：リスボン
- 地域展開部隊（20個地域司令部）
- 特別部隊
  - 沿岸監視部隊 (Unidade de Controlo Costeiro, UCC)：沿岸警備隊。少将が指揮する。
  - 国家交通部隊 (Unidade Nacional de Trânsito, UNT)：リスボン。ハイウェイ・パトロール。
  - 国家保安及び栄誉部隊 (Unidade de Segurança e Honras de Estado, USHE)：軍楽隊含む儀仗部隊のほか、政府中枢施設の警備を行なう。旧来編成の在リスボンの歩兵連隊及び騎兵連隊を改編。
  - 介入部隊 (Unidade de Intervenção, UI)：爆弾処理部隊や特殊部隊など。
- 共和国国家警備隊学校